# 淨元寺
淨元寺（じょうげんじ）は、神奈川県川崎市高津区にある日蓮宗の寺院。「浄元寺」とも表記される。

## 概要
山号は秋興山。旧本寺は大本山池上本門寺、旧寺格は平僧寺跡。池上中道不二庵法類の土富店法縁に属する。 稲毛門中朗師講 の一である。

## 歴史
元は永正3年（1506年）に津田山の山中に創立された真言宗義興山真浄寺で、大永6年（1526年）に池上本門寺9世・東眼院日純が当地を巡錫した折に、その教化に触れ改宗。更に享禄元年（1528年）4月には伽藍が整えられ秋興山淨元寺と称した。享保9年（1724年）に現在地へ移遷、同10年（1725年）には本堂を増築、更に同17年（1732年）には庫裡が建造された。その後、35世・文浄院日修（中島豊山）の代に川崎大空襲に見舞われたが、昭和36年（1961年）に本堂が改築され寺観が復された。更に36世・文興院日豊（中島興一）は約50年に亘って住持を務め現在の威容を整えた。

## 歴代住持
| 歴代      | 法号 （俗姓・道号）   | 命日（享年［数え年］）             | 経歴 |
| --------- | --------------------- | ---------------------------------- | --- |
| 改宗 開山 | 東眼院日純            | 天文19年（1550年）3月21日（69歳）  | 大本山 長栄山本門寺（東京都大田区池上） 9世 本山 長崇山本行寺（東京都大田区池上） 10世 本山 長興山妙本寺（神奈川県鎌倉市大町） 9世 法性山圓融寺（神奈川県川崎市高津区） 開山 |
| 開山      | 秀興院日應            | 天文2年（1533年）3月15日           | |
| 2世       | 日林                  |                                    | |
| 3世       | 日乗                  |                                    | |
| 4世       | 日岳                  |                                    | |
| 5世       | 日泉                  |                                    | |
| 6世       | 日億                  |                                    | |
| 7世       | 日祐                  |                                    | |
| 8世       | 覚了院日宝            |                                    | |
| 9世       | 信敬院日是            |                                    | |
| 10世      | 清光院日教            | 天和3年（1683年）9月               | |
| 11世      | 円受院日遵            |                                    | |
| 12世      | 儀閑院日通            |                                    | |
| 13世      | 自性院日円            | 享保6年（1721年）7月16日           | |
| 14世      | 恵湛院日応            |                                    | |
| 15世      | 興善院日珠            |                                    | |
| 16世      | 順稚院日幸            | 元文3年（1738年）4月19日           | |
| 17世      | 縁了院日念            | 寛保2年（1742年）5月3日            | |
| 18世      | 円妙院日順            | 宝暦9年（1759年）1月24日           | |
| 19世      | 境智院日行            |                                    | |
| 20世      | 本立院日禅            |                                    | |
| 21世      | 忍成院日就            |                                    | |
| 22世      | 妙静院日正            |                                    | |
| 23世      | 通信院日定            | 明和5年（1768年）8月17日           | |
| 24世      | 常運院日円            |                                    | |
| 25世      | 清涼院日修            |                                    | |
| 26世      | 智明院日耐            |                                    | |
| 27世      | 諄妙院日尉            | 文政10年（1827年）2月2日           | |
| 28世      | 顕善院日俊            |                                    | |
| 29世      |                       |                                    | |
| 30世      | 樹生院日竜            | 文政10年（1827年）3月8日           | |
| 31世      | 敬解院日信            |                                    | |
| 32世      | 進行院日立            | 文久2年（1862年）3月20日           | |
| 33世      | 承要院日視 (坂田日視) | 明治27年（1894年）3月30日          | 行方山妙安寺（東京都大田区蒲田） 33世 |
| 34世      | 慈善院日行 (望月本孝) | 大正13年（1924年）1月27日（63歳）  | |
| 35世      | 文浄院日修 (中島豊山) | 昭和43年（1968年）11月19日（73歳） | 遠因山本妙寺（静岡県静岡市清水区） 37世 |
| 36世      | 文興院日豊 (中島興一) | 平成29年（2017年）11月22日（87歳） | |
| 37世      | (荒川泰淳)            |                                    | |

## 交通
- JR南武線武蔵溝ノ口駅・東急田園都市線溝の口駅から徒歩で約12分・車で約5分
- 第三京浜道路京浜川崎ICから車で約10分

## 近隣施設
- 久地円筒分水　徒歩で約2分
- 久地梅林公園　徒歩で約6分
- 興林山宗隆寺　徒歩で約8分
- かわさき北部斎苑　車で約7分

## 脚註
1. ↑  法類・法縁とは、同じ宗旨・宗派に属し密接な関係を持つ僧侶並びに寺院のこと。中道不二庵及び土富店法縁については関連項目を参照。
2. ↑  武蔵国橘樹郡稲毛領に点在する大本山池上本門寺の直末六ヶ寺（法言山安立寺・龍燈山善立寺・初香山本遠寺・秋興山淨元寺・興林山宗隆寺・法性山圓融寺）の総称。
3. ↑  川崎市高津区にある緑ヶ丘霊園及び東高根森林公園一帯を擁する山。稲毛重成が築いたとされる作延城の址がある。
4. ↑  東照院・恵眼院とも号した。
5. ↑  山号の秋興山は開山の院号「秀興院」に因んだものと推察される。